# Aeolochroma modesta
Aeolochroma modesta är en fjärilsart som beskrevs av W. Warren 1903. Aeolochroma modesta ingår i släktet Aeolochroma och familjen mätare. Inga underarter finns listade i Catalogue of Life.